# IPadOS 15
iPadOS 15 là bản phát hành chính thứ ba của hệ điều hành iPadOS được phát triển bởi Apple cho các dòng tablet iPad. Là phiên bản kế nhiệm của hệ điều hành iPadOS 14, nó đã được công bố tại sự kiện Worldwide Developers Conference (WWDC) vào ngày 7 tháng 6 năm 2021, với sự xuất hiện của iOS 15, macOS Monterey, watchOS 8, và tvOS 15. Nó được phát hành rộng rãi vào ngày 20 tháng 9 năm 2021.
Vào ngày 6 tháng 6 năm 2022, tại sự kiện WWDC 2022, phiên bản kế nhiệm của nó, iPadOS 16, đã được giới thiệu.

## Lịch sử

### Các bản cập nhật
Bản beta dành cho nhà phát triển đầu tiên của iPadOS 15 được phát hành vào ngày 7 tháng 6 năm 2021 và bản beta công khai đầu tiên được phát hành vào ngày 30 tháng 6 năm 2021, sáu ngày sau khi phát hành bản beta thứ hai dành cho nhà phát triển. Bản beta công khai thứ hai được phát hành vào ngày 16 tháng 7 năm 2021.
iPadOS 15 được phát hành chính thức vào ngày 20 tháng 9 năm 2021.
| Phiên bản | Build       | Thời điểm ra mắt  | Ghi chú |
| --------- | ----------- | ----------------- | --- |
| 15.0      | 19A346      | 20 tháng 9, 2021  | Phát hành lần đầu |
| 15.0.1    | 19A348      | 1 tháng 10, 2021  | Sửa lỗi trong đó phần Cài đặt báo cáo sai bộ nhớ iPad |
| 15.0.2    | 19A404      | 11 tháng 10, 2021 | Sửa lỗi |
| 15.1      | 19B74 19B75 | 25 tháng 10, 2021 | Tính năng mới - SharePlay - Live Text to the camera app Sửa lỗi - Fixes issue with Photos app                                                                      |
| 15.2      | 19C56       | 13 tháng 11, 2021 | Tính năng mới - App Privacy Report - Apple Music Voice Plan - Legacy Contacts - Find My Battery Reserve - Hide My Email - Communication Safety - Macro Mode Toggle |
| 15.2.1    | 19C63       | 12 tháng 1, 2022  | Sửa lỗi |
| 15.3      | 19D50       | 26 tháng 1, 2022  | Sửa lỗi Sửa lỗi bảo mật |
| 15.3.1    | 19D52       | 10 tháng 2, 2022  | Sửa lỗi bảo mật |
| 15.4      | 19E241      | 14 tháng 3, 2022  | Tính năng mới - Universal Control - New Emoji - Keyboard Brightness                                                                                                |
| 15.4.1    | 19E258      | 31 tháng 3, 2022  | Sửa lỗi |
| 15.5      | 19F77       | 16 tháng 5, 2022  | |
| 15.6      | 19G71       | 20 tháng 7, 2022  | |
| 15.6.1    | 19G82       | 17 tháng 8, 2022  | Sửa lỗi bảo mật |
| 15.7      | 19H12       | 12 tháng 9, 2022  | |
| 15.7.1 RC | 19H115      | 18 tháng 10, 2022 | |

1. ↑  iPad Mini (6th generation) (Wi-Fi) only

## Điểm mới

### Đa nhiệm
- Menu đa nhiệm mới: chạm để hiển thị menu đa nhiệm mới cho phép người dùng tạo toàn màn hình, Slide Over, Split View và trong một số trường hợp thì cửa sổ trung tâm giúp người dùng có thể làm việc trên nhiều ứng dụng cùng một lúc.
- Chọn một ứng dụng: khi người dùng chọn bố cục đa nhiệm, họ có quyền truy cập vào màn hình chính, nơi có thể chọn từ các ứng dụng của mình và chọn bố cục mình muốn làm việc cùng một lúc.
- Dạng xem Tách (Split View): ứng dụng của sẽ xuất hiện cạnh nhau. Khi muốn thay thế, vuốt xuống từ đầu ứng dụng, sau đó chọn một ứng dụng mới từ Màn hình chính.
- Cửa sổ trung tâm: chạm và giữ để đem ghi chú hoặc tin nhắn đến giữa màn hình mà không cần rời khỏ chế độ xem hiện tại. Menu đa nhiệm cũng sẽ xuất hiện tại đây.

### Widget và Thư viện ứng dụng
- Widget trên Màn hình chính: giờ đây, người dùng có thể thêm các Widget vào màn hình chính.
- Widget mới: Tìm, Liên lạc, Trung tâm trò chơi, App Store và Thư đều có widget mới. Widget bây giờ có kích thước lớn hơn.
- Thư viện ứng dụng: thư viện ứng dụng hiện đã có trên iPad. Nó tự động sắp xếp các ứng dụng của bạn thành các danh mục hữu ích như Năng suất và Trò chơi. Và để truy cập nhanh, nó được tích hợp ngay vào Dock.

### Safari
- Thanh tab được thiết kế lại: chiếm ít không gian hơn trên trang và phủ toàn bộ màu sắc của trang web người dùng đang truy cập, mở rộng trang web của họ đến rìa cửa sổ.
- Tìm kiếm bằng giọng nói
- Tiện ích mở rộng

### Bản đồ
- Quả địa cầu: người dùng có thể khám phá Trái Đất thông qua quả địa cầu ở ứng dụng bản đồ

## Thiết bị hỗ trợ
Cũng giống như iOS 15, những thiết bị iPad nào được hỗ trợ iPadOS 13 và iPadOS 14 đều được hỗ trợ iPadOS 15.
- iPad Air 2
- iPad Air 3
- iPad Air 4
- iPad 5
- iPad 6
- iPad 7
- iPad 8
- iPad Mini 4
- iPad Mini 5
- iPad Pro (tất cả)